# Бониади, Назанин
Назанин Бониади (англ. Nazanin Boniadi, перс. نازنین بنیادی‎, [nɒːzæˈniːn bonjɒːˈdiː], род. 22 мая 1980, Тегеран) — британская и американская актриса с иранскими корнями, ныне проживает в США, является активной защитницей прав человека.

## Биография
Назанин родилась в столице Ирана — Тегеране. Во время Иранской революции её родители эмигрировали в Лондон, где Назанин стала учиться в частной школе. По желанию родителей Назанин поступила на факультет биологии Калифорнийского университета в Ирвайне и в 2003 году получила степень бакалавра биологических наук.
В UCI она выиграла премию Chang Pin-Chun Undergraduate Research Award за молекулярные исследования, связанные с лечением рака и отторжением трансплантата сердца. Она также была помощником главного редактора MedTimes, медицинской газеты для студентов UCI.
В 2009 году она изучала современную драму в Королевской академии драматического искусства в Лондоне.
Первая значимая роль Назанин — роль Лейлы Мир в дневной мыльной опере ABC «Главный госпиталь». Далее были роли в фильмах «Война Чарли Уилсона», «Железный человек», «Три дня на побег». В феврале 2011 года она появилась в сериале «Как я встретил вашу маму» в роли Норы — девушки Барни Стинсона. В 2013 году появилась в третьем сезоне сериала «Родина» в роли сотрудницы ЦРУ Фары Шерази.
В феврале 2014 года было объявлено, что Бониади получила ключевую второстепенную роль во второй половине третьего сезона сериала Шонды Раймс «Скандал».
С 2017 по 2019 год снималась в сериале «По ту сторону».

## Личная жизнь
В середине 2000-х Бонианди была убеждённым саентологом. Ее мать тоже состояла в церкви Саентологии.
В конце 2004 — начале 2005 года у нее были непродолжительные отношения с актером Томом Крузом. Согласно изложенным фактам из документального фильма Алекса Гибни «Наваждение» («Путь к клиру: саентология и темница веры»). Где её знакомство с Крузом не было случайным, и Церковь Саентологии подготовила и посадила ее на эту роль. Церковь также проверила ее вместе с десятками других женщин в качестве потенциальной жены Круза, но приняла решение ограничиться её сексуальной эксплуатацией.
10 мая 2017 года американский журналист Тони Ортега сообщил о показаниях ФБР, которые Бониади дала в январе 2010 года относительно ее отношений с Крузом через Церковь Саентологии. Свидетельство Бониади описывает, как Управление по особым делам Церкви выбрало ее в качестве девушки Круза.
В октябре 2004 года Бониади работала волонтером в Управлении по особым делам в Лос-Анджелесе, когда служащий Церкви саентологии Грег Уилхер сказал ей, что она была выбрана для «специального проекта». Бониади сказали, что ее зубные скобки необходимо удалить и что ее рыжие волосы должны быть исправлены; ей также было рекомендовано прекратить отношения со своим давним парнем, а когда она ослушалась рекомендации, стали компрометировать его в её глазах, что привело к расставанию. Также, Назанин пришлось подписать соглашение о конфиденциальности, в котором говорилось, что она не может отказаться от этого «специального проекта» без одобрения Церкви.
Примерно через месяц, после того как церковь привезла ее в Нью-Йорк, Бониади узнала, что ее «проект» — стать подходящей девушкой для Тома Круза. В своих показаниях она заявила, что «в начале отношений он был очень романтичным, но по мере развития отношений у него начались приступы гнева. Он начал проявлять склонность к насилию». После того, как их отношения закончились в январе 2005 года, Бониади призналась в своем опустошении другу и коллеге по Церкви саентологии. За это ее наказали в соответствии с церковной политикой: «в полночь ей приходилось рыть канавы и мыть плитку на полу … Культ объявил для неё „комендантский час“ … везде ее сопровождали». Она рассказала, что чувствовала себя так, как будто «стала жертвой белого рабства».
Вскоре после этого Бониади покинула Церковь Саентологии и в октябре 2014 года назвала себя «непрактикующей мусульманкой».
В 2017 году она написала в Твиттере поздравления Лии Ремини и Майку Риндеру, связанные с успехом их документального сериала «Саентология и последствия», получившего две премии «Эмми».
Драматический период жизни Назанин Бониади, где она подверглась психо-эмоциональному насилию и нарушению прав человека со стороны Церкви саентологии, был отражён в документальном фильме Алекса Гибни «Наваждение» («Путь к клиру: саентология и темница веры»), основанного на книге лауреата Пулитцеровской премии Лоуренса Райта «Путь к клиру: саентология, Голливуд и темница веры» (2013).

## Общественная деятельность
Бониади является официальным представителем Amnesty International USA, американского филиала всемирной неправительственной и некоммерческой организации по защите прав человека «Международная амнистия».

## Фильмография
| Год       |     | Русское название                      | Оригинальное название                     | Роль                         |
| --------- | --- | ------------------------------------- | ----------------------------------------- | ---------------------------- |
| 2006      | кор |                                       | Kal: Yesterday & Tomorrow                 | Симми                        |
| 2007      | с   | Игра (телесериал)                     | Игра                                      | The Game / Джози             |
| 2007      | ф   |                                       | Gameface                                  | Тейлор                       |
| 2007      | с   | Генеральный госпиталь: Ночная смена   | General Hospital: Night Shift             | Лейла Мир                    |
| 2007—2008 | с   | Главный госпиталь                     | General Hospital                          | Лейла Мир                    |
| 2008      | ф   | Война Чарли Уилсона                   | Charlie Wilson's War                      | афганская беженка            |
| 2008      | ф   | Железный человек                      | Iron Man                                  | Амира Ахмед                  |
| 2008      | ф   | Все оттенки Рэя                       | Shades of Ray                             | Фара                         |
| 2009      | кор | Дипломатия                            | Diplomacy                                 | персидский переводчик        |
| 2010      | с   | В паутине закона                      | The Deep End                              | Хизер Моссон                 |
| 2010      | с   | 24 часа                               | 24                                        | блондинка                    |
| 2010      | с   | Сестра Готорн                         | Hawthorne                                 | Aneesa Amara                 |
| 2010      | ф   | Три дня на побег                      | The Next Three Days                       | Элейн                        |
| 2011      | с   | Форс-мажоры                           | Suits                                     | Лорен Перл                   |
| 2011      | кор | Девушка возвращается одна ночью домой | A Girl Walks Home Alone at Night          | девушка                      |
| 2011      | с   | Как я встретил вашу маму              | How I Met Your Mother                     | Нора                         |
| 2012      | с   | C.S.I.: Место преступления            | CSI: Crime Scene Investigation            | медсестра Лорен              |
| 2012      | с   | Друзья навсегда                       | Best Friends Forever                      | Ная                          |
| 2012      | с   | Рошелль                               | Rochelle                                  | Panna Jalalawal              |
| 2013      | с   | На старт!                             | Go On                                     | Ханна                        |
| 2013      | с   | Анатомия страсти                      | Grey's Anatomy                            | Амрита                       |
| 2013—2014 | с   | Родина                                | Homeland                                  | Фара Шерази                  |
| 2014      | ф   | Влюблённая Шайрин                     | Shirin in Love                            | Шайрин                       |
| 2014      | с   | Скандал                               | Scandal                                   | Аднен Салиф                  |
| 2014      | тф  | Родина: Шпионы среди нас              | Homeland: Spies Among Us                  | Фара Шерази                  |
| 2015      | ф   | Танцующий в пустыне                   | Desert Dancer                             | Париса Гаффариан             |
| 2016      | ф   | Образцовый самец № 2                  | Zoolander 2                               | 'Old and Lame' Show Attendee |
| 2016      | ф   | Бен-Гур                               | Ben-Hur                                   | Эсфирь                       |
| 2017—2019 | с   | По ту сторону                         | Counterpart                               | Клэр Куэйл                   |
| 2018      | ф   | Отель Мумбаи: Противостояние          | Hotel Mumba                               | Захра                        |
| 2019      | ф   | Скандал                               | Bombshell                                 | Руди Бахтияр                 |
| 2022      | с   | Властелин колец: Кольца власти        | The Lord of the Rings: The Rings of Power | Бронвин                      |

## Награды и номинации
| Год  | Награда                        | Категория                                       | Работа                       | Результат |
| ---- | ------------------------------ | ----------------------------------------------- | ---------------------------- | --------- |
| 2008 | NAACP Image Award              | Лучшая актриса дневного драматического сериала  | Главный госпиталь            | Номинация |
| 2015 | Премия Гильдии киноактёров США | Лучший актёрский состав в драматическом сериале | Родина                       | Номинация |
| 2019 | AACTA Awards                   | Лучшая актриса                                  | Отель Мумбаи: Противостояние | Номинация |

- Сиднейская премия мира (2023)